# Eriswil
Eriswil es una comuna suiza del cantón de Berna, situada en el distrito administrativo de Alta Argovia. Limita al norte con la comuna de Huttwil, al este con Ufhusen (LU) y Luthern (LU), al sur con Sumiswald, y al oeste con Wyssachen.
Hasta el 31 de diciembre de 2009 situada en el distrito de Trachselwald.

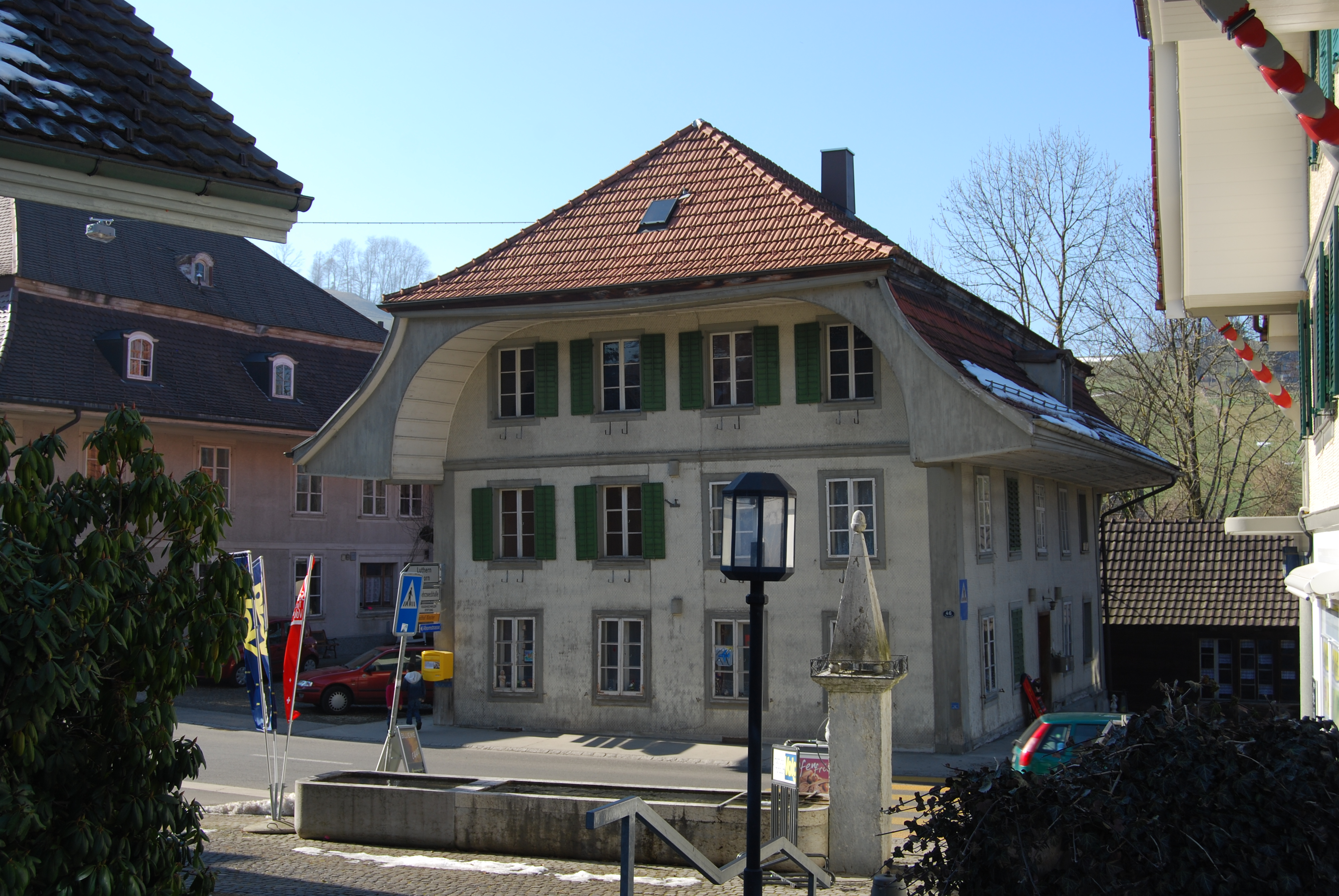
Eriswil